# Aartsbisdom Dubuque
Het aartsbisdom Dubuque (Latijn: Archidioecesis Dubuquensis; Engels: Archdiocese of Dubuque) is een metropolitaan aartsbisdom van de Rooms-Katholieke Kerk in de Amerikaanse staat Iowa. De zetel van het aartsbisdom is in de stad Dubuque. De aartsbisschop van Dubuque is metropoliet van de kerkprovincie Dubuque, die het gehele staat Iowa beslaat en waartoe ook de volgende suffragane bisdommen behoren:
- Bisdom Davenport
- Bisdom Des Moines
- Bisdom Sioux City

## Geschiedenis
Het bisdom Dubuque werd op 28 juli 1837 afgesplitst van het bisdom Saint Louis. Het was suffragaan aan het aartsbisdom Baltimore. Op 20 juli 1847 ging het bisdom over naar het tot metropolitaan aartsbisdom verheven Saint Louis. Op 19 juli 1850 werden delen van Saint Louis en Dubuque samengevoegd tot het nieuwe bisdom Saint Paul. Op 14 juni 1881 volgde de afsplitsing van het bisdom Davenport. Op 15 juni 1893 werd Dubuque door paus Leo XIII tot metropolitaan aartsbisdom verheven. Op 15 januari 1902 werd gebied afgestaan voor het nieuwe bisdom Sioux City.

## Bisschoppen van Dubuque
- 1837–1858:  Mathias Loras
- 1858–1865:  Clement Smyth OCSO
- 1866–1893: John Hennessy (vanaf 1893 aartsbisschop)

### Aartsbisschoppen
- 1893–1900: John Hennessy (tot 1893 bisschop)
- 1900–1911: John Joseph Keane
- 1911–1929: James Keane
- 1930–1946: Francis Beckman
- 1946–1954: Henry Rohlman
- 1954–1961: Leo Binz (vervolgens aartsbisschop van Saint Paul)
- 1962–1983: James Byrne
- 1983–1995: Daniel William Kucera OSB
- 1995–2013: Jerome Hanus OSB
- 2013-heden: Michael Owen Jackels

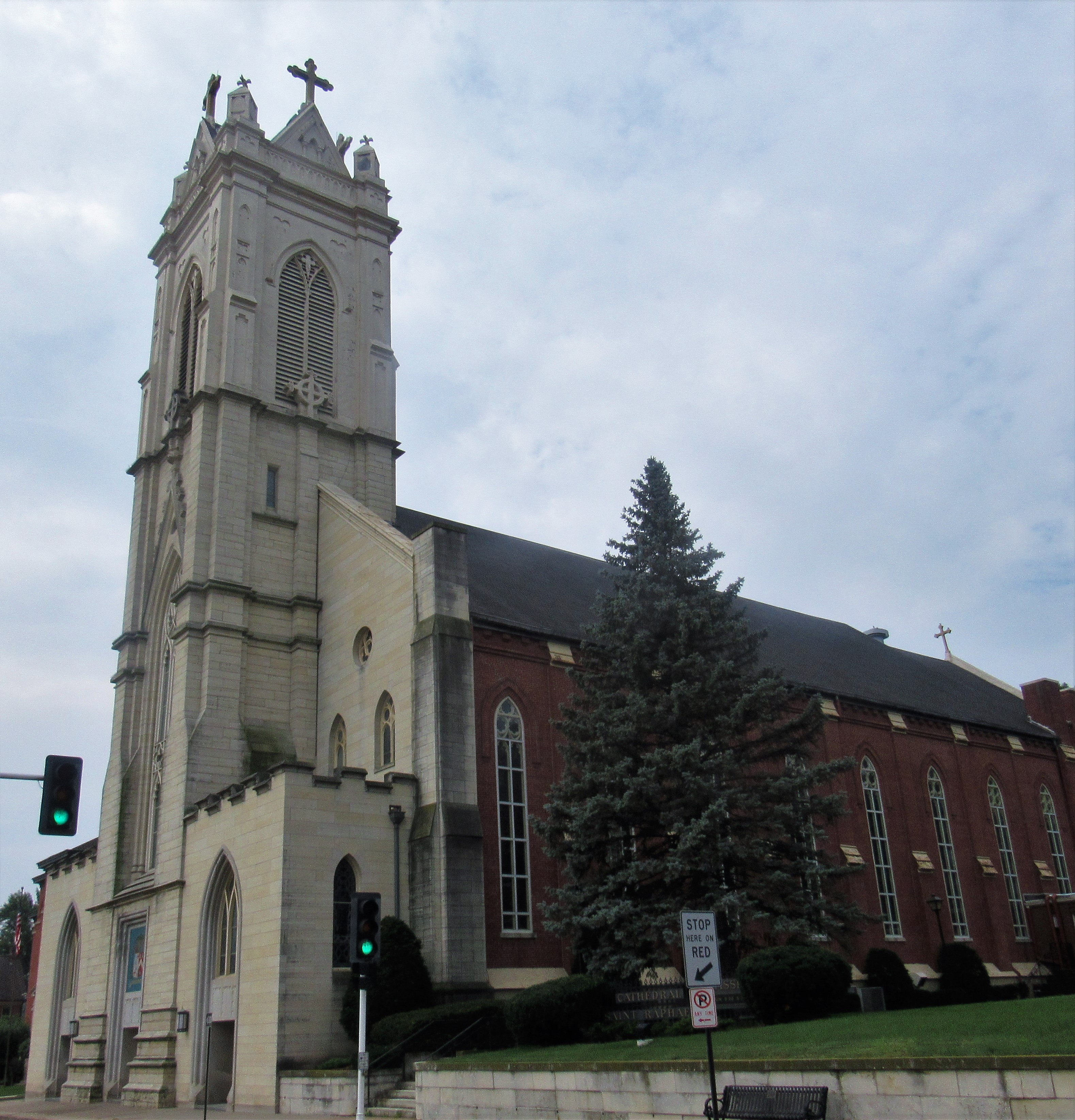
Kathedraal van Dubuque
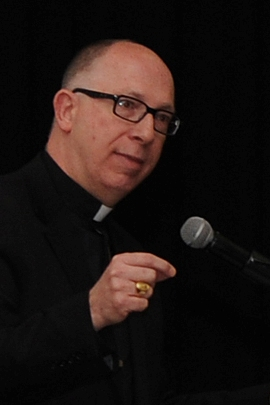
Aartsbisschop Jackels